# Laura Gozalves Pamplona
Laura Gozalves Pamplona (Alacant, País Valencià, 7 de setembre de 1973) coneguda artísticament com a Laura Pamplona, és una actriu, model i cantant valenciana. Filla de l'actriu Amparo Pamplona i neta del conegut guionista i periodista Clemente Pamplona.

## Filmografia

### Cinema
- A tiro limpio (1996)
- ¿Quién dice que es fácil? (2007)
- En fuera de juego (2011)

### Televisió
- Éste es mi barrio (1996)
- Todos los hombres sois iguales (1996-1998)
- Policías, en el corazón de la calle (2000-2003)
- Aquí no hay quien viva (2003-2005)
- 7 días al desnudo (2005-2006)
- Hospital Central (2006)
- Hermanos & detectives (2007)
- Cuestión de sexo (2007)
- Los misterios de Laura (2009-2014)

### Teatre
- Mejor en octubre, de Santiago Moncada. Dir. Tomás Gallo (1995)
- Salir del armario, de Francis Veber. Dir. José Luis Sáiz (2007)

## Premis i nominacions

### Nominacions
| Any  | Premi                      | Categoria                             | Títol                  | Resultat |
| ---- | -------------------------- | ------------------------------------- | ---------------------- | -------- |
| 2005 | Premis de la Unió d'Actors | Millor actriu secundària de televisió | Aquí no hay quien viva | Nominada |